# Zafer Çevik
Zafer Çevik (* 20. Januar 1984 in Izmir) ist ein türkischer Fußballspieler.

## Karriere
Çevik begann mit dem Vereinsfußball in der Jugend des Amateurvereins Narlıdere Belediyespor und kam 2001 zur Jugend des Traditionsvereins Fenerbahçe Istanbul. Bereits zwei Monate nach seinem Wechsel erhielt er bei Fenerbahçe einen Profivertrag, spielte aber drei Spielzeiten ausschließlich für die Reservemannschaft. 
Zum Sommer 2004 wurde er an den Viertligisten Bakırköyspor abgegeben und spielte hier die nachfolgenden zwei Spielzeiten nahezu durchgängig als Stammspieler.
Nach diesem zwei Spielzeiten bei Bakırköyspor heuerte Gebzespor, blieb hier eine halbe Spielzeit und zog anschließend weiter zu Kartalspor. Hier erlebte er am Ende der Spielzeit 2006/07 mit Kartalspor die Vizemeisterschaft der TFF 2. Lig und damit den Aufstieg in die Süper Lig. 
Bei Kartalspor spielte er insgesamt zwei Spielzeiten. Während dieser Zeit wurden mehrere Teams auf der Süper Lig auf ihn aufmerksam. So wechselte er zur Rückrunde 2008/09 zum Erstligisten Denizlispor. Hier blieb er lediglich bis zum Saisonende und saß während dieser Zeit überwiegend auf der Ersatzbank.
Zur Saison 2009/10 heuerte er beim neuen Zweitligisten Bucaspor an und erreichte mit dieser Mannschaft durch die Vizemeisterschaft der TFF 1. Lig den Aufstieg in die Süper Lig. In der Süper Lig verlor Çevik seinen Stammplatz und spielte nur sporadisch. Nachdem sein Verein bereits nach einer Saison wieder in die TFF 1. Lig eroberte er sich wieder einen Stammplatz und steig gar zum Mannschaftskapitän auf.
Im Januar 2016 wechselte er zu Kayseri Erciyesspor.

## Erfolge
Mit Kartalspor
- Vizemeister der TFF 2. Lig und Aufstieg in die TFF 1. Lig: 2006/07

Mit Bucaspor
- Vizemeister der TFF 1. Lig und Aufstieg in die Süper Lig: 2009/10